# ناحیه میلان، میشیگان
ناحیه میلان (به انگلیسی: Milan Township) یک منطقهٔ مسکونی در ایالات متحده آمریکا است که در شهرستان مونرو، میشیگان واقع شده‌است.
 ناحیه میلان  ۱٬۶۰۱ نفر جمعیت دارد و ۲۰۷ متر بالاتر از سطح دریا واقع شده‌است.